# Majolikahaus
Majolikahaus er en beboelsesejendom i Naschmarkt i Wien, Østrig, tegnet af den østrigske arkitekt Otto Wagner.
Huset ligger på adressen Linken Wienzeile 40 og er opført i 1898. Bygningens facade er dækket af glacerede keramik-kakler, også kendt som majolika, opsat i et blomstrende motiv. Disse keramikkakler er vejrbestandige, vedligeholdelsesfrie og vaskbare, noget der lå Otto Wagner meget på sinde.
Bygningen er et enestående eksempel på Secession-stilen, den østrigske version af Art Nouveau.

## Links
- Arkitekturhjemmeside om huset Arkiveret 11. januar 2012 hos  Wayback Machine